# Боссио, Анхель
А́нхель Бо́ссио (исп. Ángel Bossio; 5 мая 1905, Банфилд — 31 августа 1978, Буэнос-Айрес) — аргентинский футболист, вратарь. Серебряный призёр Олимпийских игр 1928 года в Амстердаме. Участник Первого чемпионата мира по футболу. Дважды чемпион Южной Америки. По опросу болельщиков «Тальереса» из Ремедиос-де-Эскалады занимает 3-е место среди лучших игроков в истории клуба

## Карьера

Боссио в дебютном матче за сборную Аргентины

Боссио начал свою карьеру в молодёжном составе клуба «Банфилд», игравшем в 5-м дивизионе чемпионата Аргентины, где Боссио играл на правом фланге нападения, но в одном из матчей заболел голкипер «Банфилда», а Боссио занял его место и выступал на нём уже до конца карьеры.
В возрасте 15 лет Боссио перешёл в клуб «Тальерес», но первая игра молодого голкипера вышла неудачной: он пропустил 7 мячей, заслужив слова тренера: «Боссио ни на что не годен». Боссио продолжал играть за клуб, но до основного состав его не допускали. Через полтора года он принял решение покинуть клуб и ушёл в «Прогресисту», где провёл 2 матча за вторую команду клуба, а затем стал основным вратарём первой команды. Затем Боссио два года играл за клуб «Архентинос дель Суд», за который он отбил 8 пенальти из 12-ти, назначенных в его ворота.
Из «Архентиноса» Боссио в 1927 году возвратился в «Тальерес», в котором он стал одним из лучших вратарей аргентинского футбола. Дебютировал в составе сборной в матче кубка Ньютона с командой Уругвая в Монтевидео, где Боссио отбил пенальти от уругвайцев, а игра завершилась победой аргентинцев 1:0. Всего в составе национальной команды провёл 21 матч, включая игры на Олимпиаде в 1928 году и чемпионате мира в 1930 году, где аргентинцы выигрывали серебряные медали. Особенно обидным для Боссио стало поражение на Олимпиаде, где Роберто Фигероа забил первый гол из офсайда.
В 1933 году Боссио перешёл в клуб «Ривер Плейт», заплативший за трансфер голкипера 32 000 песо, но в этой команде он не мог демонстрировать своего высокого уровня игры, какой он показывал в матчах в составе сборной и «Тальереса». Постепенно доверие к нему в клубе падало, и вскоре голкипер оказался на скамье запасных. В 1937 году Боссио покинул «Ривер» и вернулся в «Тальерес», где через год завершил свою карьеру. В профессиональном чемпионате Аргентины Боссио провёл 187 матчей.

## Достижения
- Чемпион Южной Америки (2): 1927, 1929